# Brahmaea zaba
Brahmaea zaba är en fjärilsart som beskrevs av De Freina 1982. Brahmaea zaba ingår i släktet Brahmaea och familjen Brahmaeidae. Inga underarter finns listade i Catalogue of Life.